# 스가타 산시로 2
스가타 산시로 2(續姿三四郞: Judo Saga II)는 일본에서 제작된 구로사와 아키라 감독의 1945년 액션, 모험 영화이다. 오코치 덴지로 등이 주연으로 출연하였고 이토 모토히코 등이 제작에 참여하였다.

## 출연

### 주연
- 오코치 덴지로
- 후지타 스스무

### 조연
- 츠키가타 료노스케
- 코노 아키타케
- 토도로키 유키코
- 키요카와 소우지
- 모리 마사유키
- 미야구치 세이지
- 코도 코쿠텐
- 스가이 이치로
- 오스먼 유스프

## 제작진
- 원작자: Tsuneo Tomita
- 미술: 쿠보 카즈오